# Denis Thatcher
Denis Thatcher (Londres, 10 de mayo de 1915-Ibidem, 26 de junio de 2003) fue un empresario británico, esposo de la ex primera ministra del Reino Unido Margaret Thatcher, con quien tuvo dos hijos.

## Biografía
Fue el hijo mayor del matrimonio neozelandés formado por Thomas Herbert "Jack" Thatcher y su esposa Lilian Kathleen. A los ocho años, Denis ingresó a una escuela preparatoria como huésped en Bognor Regis, después de lo cual asistió a la escuela pública inconformista Mill Hill School, ubicada en el norte de Londres. En la escuela se destacó en el cricket, siendo un bateador zurdo.
Thatcher dejó Mill Hill a los 18 años para unirse al negocio familiar de pinturas y conservantes, Atlas Preservatives. También estudió contabilidad para mejorar su comprensión de los negocios y en 1935 fue nombrado director de obra. Se unió al Ejército Territorial poco después de la crisis de Múnich, ya que estaba convencido de que la guerra era inminente; una visión reforzada por una visita que hizo a Alemania con el negocio de su padre en 1938.

### Matrimonios e hijos
Thatcher se casó dos veces, durante la guerra con Margaret Doris Kempson, en 1942, de quien se divorció en 1948 y, en 1951, con Margaret Roberts.
El 28 de marzo de 1942, Thatcher se casó con Margaret Doris Kempson (nacida el 23 de enero de 1918, Barnet, Hertfordshire; murió el 8 de junio de 1996, Watford, Hertfordshire), hija de Leonard Kempson, un hombre de negocios, en St Mary's Church, Monken Hadley. Se habían conocido en un baile de oficiales en Grosvenor House el año anterior.
Aunque inicialmente muy feliz, Thatcher y su primera esposa nunca vivieron juntos. Su vida matrimonial se redujo a fines de semana arrebatados y permisos irregulares, ya que Thatcher estaba a menudo en el extranjero durante la guerra. Cuando Thatcher regresó a Inglaterra después de ser desmovilizado en 1946, su esposa le dijo que había conocido a otra persona y quería el divorcio. Kempson se casó con sir Alfred Howard Whitby Hickman, tercer baronet (1920-1979), en 1948.
Thatcher quedó tan traumatizado por el hecho que se negó por completo a hablar sobre su primer matrimonio o la separación, incluso con su hija, como afirma en su biografía de 1995 sobre él. Los dos hijos de Thatcher se enteraron de su primer matrimonio solo en 1976, momento en el que su madre era líder del Partido Conservador, y solo cuando los medios lo revelaron.
En febrero de 1949, en una función de la Paint Trades Federation en Dartford, conoció a Margaret Hilda Roberts, una química y candidata parlamentaria recién seleccionada. Cuando conoció a Denis por primera vez, lo describió como "una criatura no muy atractiva" y "muy reservado pero bastante agradable". Se casaron el 13 de diciembre de 1951, en Wesley's Chapel en City Road, Londres: los Roberts eran metodistas. Margaret Thatcher fue elegida líder del Partido Conservador en 1975 y ganó las elecciones generales de 1979 para convertirse en la primera mujer primera ministra en la historia británica, por lo que Denis Thatcher se convirtió en el primer varón casado con una primera ministra británica.
En 1953, tuvieron hijos gemelos (Carol y Mark), que nacieron el 15 de agosto en el Hospital Queen Charlotte's y Chelsea en Hammersmith, siete semanas antes de lo previsto. Thatcher estaba viendo la prueba decisiva de la serie Ashes, de 1953, en el momento del nacimiento de los gemelos. 
No mucho después de las elecciones generales de 1964, Denis Thatcher sufrió un ataque de nervios que puso a prueba su matrimonio. El colapso probablemente fue causado por la creciente presión de administrar el negocio familiar, el cuidado de sus familiares y la preocupación de su esposa por su carrera política, que lo dejó solo y exhausto. Thatcher navegó a Sudáfrica y permaneció allí durante dos meses para recuperarse. El biógrafo de su esposa, David Cannadine, lo describió como "la mayor crisis de su matrimonio", pero inmediatamente después de recuperarse y regresar a casa, mantuvo un matrimonio feliz por el resto de su vida.
Este segundo matrimonio de Thatcher llevó a que a veces se hiciera referencia a la futura primera ministra como "Sra. Denis Thatcher" en fuentes como actas de selección, itinerarios de viaje y publicaciones de la sociedad como Queen, incluso después de su elección como parlamentaria. A medida que avanzaba la carrera política de Margaret, ella prefería ser conocida sólo como "Sra. Thatcher".

### Trayectoria empresarial
Thatcher ya era un hombre rico cuando conoció a Margaret y financió su formación como abogada y una casa en Chelsea; también compró una casa grande en Lamberhurst, Kent, en 1965. Su empresa empleaba a 200 personas en 1957. 
Thatcher se convirtió en director gerente de la empresa familiar Atlas en 1947 y presidente en 1951, y dirigió su expansión en el extranjero.  A principios de la década de 1960, le resultó difícil tener el control exclusivo de la empresa familiar; esto, la carrera política de su esposa y su deseo de seguridad financiera hicieron que Thatcher vendiera Atlas a Castrol en 1965 por 530 000£ (10 337 000£ de hoy). Continuó dirigiendo Atlas y recibió un asiento en la junta de Castrol; después de que Burmah Oil asumiera el control de Castrol en 1966, Thatcher se convirtió en director divisional sénior, gestionando el departamento de planificación y control. Se retiró de Burmah en junio de 1975, cuatro meses después de que su esposa ganara las elecciones de liderazgo del Partido Conservador.
Además de ser director de Burmah Oil, Thatcher fue vicepresidente de Attwoods de 1983 a enero de 1994, director de Quinton Hazell de 1968 a 1998, y consultor de AMEC y CSX. También fue director no ejecutivo del gigante minorista Halfords durante la década de 1980.
Es la persona a la que más recientemente, fuera de la familia real, se le ha concedido un título hereditario.

### Fallecimiento
Murió de un cáncer pancreático, en un hospital londinense de Westminster, el 26 de junio de 2003, a los 88 años. Sus cenizas fueron enterradas en el Royal Hospital Chelsea en Londres, y en 2013 las cenizas de su esposa fueron enterradas cerca de su tumba.